# Alexandra Walsham
Alexandra Marie Walsham (née le 4 janvier 1966) est une historienne universitaire anglo-australienne. Elle se spécialise dans la Grande-Bretagne moderne et dans l'impact des réformes protestantes et catholiques. Depuis 2010, elle est professeur d'histoire moderne à l'Université de Cambridge et membre du Trinity College de Cambridge. Elle est co-éditrice de Past & Present et vice-présidente de la Royal Historical Society.

## Jeunesse et éducation
Walsham est née le 4 janvier 1966 à Hayle, Cornouailles et passe sa petite enfance en Angleterre. Elle et sa famille émigrent en Australie quand elle est jeune. Elle étudie l'histoire avec l'anglais à l'Université de Melbourne, obtenant un baccalauréat ès arts (BA) et une maîtrise ès arts (MA). En 1990, elle reçoit une bourse du Commonwealth pour étudier l'histoire moderne à l'Université de Cambridge. Elle entreprend des recherches de troisième cycle au Trinity College de Cambridge sous la direction de Patrick Collinson, alors professeur Regius d'histoire. En 1995, elle obtient son doctorat en philosophie (PhD) avec une thèse intitulée Aspects of Providentialism in Early Modern England,.

## Carrière académique
Walsham commence sa carrière universitaire en tant que chargée de recherche à l'Emmanuel College de Cambridge, entre 1993 et 1996. En 1996, elle part à l'Université d'Exeter où elle est lectrice en histoire. Elle est promue maître de conférences en 2000 et obtient une chaire de professeur en histoire de la Réforme en 2005. De 2007 à 2010, elle occupe le poste de chef de département. En 2010, elle retourne à l'Université de Cambridge en tant que professeur d'histoire moderne et est élue membre du Trinity College de Cambridge.
Elle est vice-présidente de la Royal Historical Society et présidente de son comité des affaires générales. Elle est l'une des rédactrices en chef de la série Cambridge Studies in Early Modern British History et co-rédactrice en chef de Past & Present, une revue universitaire spécialisée dans l'Histoire sociale.
Le 17 octobre 2013, elle est apparue dans un épisode de In Our Time pour discuter du Book of Common Prayer. En février 2015, elle donne la conférence annuelle Bishop Van Mildert à l'Université de Durham qui s'intitule "Domesticating the Reformation: Material Culture, Memory and Confessional Identity in Early Modern England". Elle donne la conférence Neale à l'University College de Londres en octobre 2015. Elle est choisie pour donner les conférences Ford à l'Université d'Oxford en 2017/2018.

## Prix
En 1999, Walsham est élue membre de la Royal Historical Society (FRHistS). En 2009, elle est élue membre de la British Academy (FBA). En 2013, elle est élue membre de l'Académie australienne des sciences humaines (FAHA) et est présidente de la Société d'histoire ecclésiastique (2012-2013). Elle est nommée Commandeur de l'Ordre de l'Empire britannique (CBE) dans les honneurs d'anniversaire 2017 pour ses services à l'histoire.
En 2000, elle reçoit le Longman History Today Award et le prix Morris D. Forkosch de la Société américaine d'histoire pour sa monographie Providence in Early Modern England. Pour sa monographie The Reformation of the Landscape, elle reçoit le Leo Gershoy Award en 2011 et le Wolfson History Prize en 2012,,.

## Publications
- Alexandra Walsham, Church Papists: Catholicism, Conformity, and Confessional Polemic in Early Modern England, Woodbridge, Suffolk, England, Boydell Press, 1993 (ISBN 978-0861932252)
- Alexandra Walsham, Providence in Early Modern England, Oxford, Oxford University Press, 1999 (ISBN 978-0198206552)
- The Uses of Script and Print, 1300–1700, Cambridge, England, Cambridge University Press, 2004 (ISBN 978-0521810630)
- Alexandra Walsham, Charitable Hatred: Tolerance and Intolerance in England, 1500–1700, Manchester, Manchester University Press, 2006 (ISBN 978-0719052392, lire en ligne )
- Angels in the Early Modern World, Cambridge, England, Cambridge University Press, 2006 (ISBN 978-0521843324)
- Syon Abbey and Its Books: Reading, Writing and Religion in England, c.1400–1700, Woodbridge, Suffolk, England, Boydell & Brewer, 2010 (ISBN 978-1843835479)
- Relics and Remains, Oxford, Oxford University Press, 2010 (ISBN 978-0199600588)
- Alexandra Walsham, The Reformation of the Landscape: Religion, Identity, and Memory in Early Modern Britain and Ireland, Oxford, Oxford University Press, 2011 (ISBN 978-0199243556)
- Alexandra Walsham, Catholic Reformation in Protestant Britain, Aldershot, England, Ashgate Publishing, 2014 (ISBN 978-0754657231)
- Religion and the Household: Papers Read at the 2012 Summer Meeting and the 2013 Winter Meeting of the Ecclesiastical History Society, Ecclesiastical History Society, 2014 (ISBN 978-0954681029)